# Jovan Nikolić
Jovan Nikolić (en serbio: Јован Николић) es un deportista serbio que compite en boxeo. Ganó una medalla de oro en el Campeonato Europeo de Boxeo Aficionado de 2024, en la categoría de 71 kg.

## Palmarés internacional
| Campeonato Europeo | Campeonato Europeo | Campeonato Europeo | Campeonato Europeo |
| Año                | Lugar              | Medalla            | Categoría          |
| ------------------ | ------------------ | ------------------ | ------------------ |
| 2024               | Belgrado (Serbia)  | Medalla de oro     | 71 kg              |